# Herrera Oria (metropolitana di Madrid)
Herrera Oria è una stazione della Metropolitana di Madrid della linea 9.
Si trova sotto la Calle Ginzo de Limia, nel tratto compreso tra la Avenida del Cardenal Herrera Oria e la Avenida de la Ilustración, nel quartiere Barrio del Pilar, nel distretto Fuencarral-El Pardo.

## Storia
È stata inaugurata il 3 giugno 1983 alla presenza del re Juan Carlos poiché con la sua apertura la rete della Metropolitana di Madrid raggiunse i 100 km di estensione. Inizialmente faceva parte dell'allora denominata linea 9B (anche conosciuta come 9N), per poi passare a far parte dell'attuale linea 9 il 24 febbraio 1986. È stata capolinea della linea 9 dalla sua apertura fino al 28 marzo 2011, quando è stata inaugurata la stazione di Mirasierra.

## Accessi
Vestibolo Fermín Caballero
- Ginzo de Limia Calle Ginzo de Limia, 49 (angolo con Calle Fermín Caballero)

Vestibolo Herrera Oria aperto dalle 6:00 alle 21:40
- Cardenal Herrera Oria Calle Ginzo de Limia, s/n (angolo con Avenida del Cardenal Herrera Oria)